# Reina Nacional de Belleza Miss República Dominicana Internacional 2007
El certamen Reina Nacional de Belleza Miss República Dominicana Internacional 2007 se celebró el 27 de octubre de 2006. Había delegadas en el concurso. La ganadora escogida representó a la República Dominicana en el Miss International 2007, Reinado Internacional del Café 2007 y otros concursos. El resto de la semifinalista fueron a diferente concurso internacionales.

## Resultados
| Resultados                                   | Candidatas |
| -------------------------------------------- | --- |
| Miss República Dominicana Internacional 2007 | - La Altagracia - Ana Viñas |
| 1.ª Finalista                                | - Distrito Nacional - Aimeé Melo |
| 2.ª Finalista                                | - Santo Domingo - Yisney Lagrange |
| 3.ª Finalista                                | - Puerto Plata - Sheila Castíllo |
| 4.ª Finalista                                | - Peravia - Mariela Rosario |
| Semi-finalistas                              | - Santiago - Karina Betances - Duarte - Paola Saint-Hilaire - La Romana - Alina Espinal - Monte Cristi - Grace Mota - Com. Dom. EEUU - Sandra Tavares |

### Premios Especiales
- Miss Fotogenica - Catherine Ramírez (La Vega)
- Miss Simpatía - Alina Espinal (La Romana)
- Mejor Rostro - Aimeé Melo (Distrito Nacional)
- Mejor Traje Típico - Mariela Rosario (Peravia)
- Mejor Cabello - Daniela Peguero (San Cristóbal)
- Miss Elegancia - Fania Marte (Valverde)

## Candidatas
| Representa             | Candidata                         | Año | Altura | Oriunda                      |
| ---------------------- | --------------------------------- | --- | ------ | ---------------------------- |
| Azua                   | Alicia Fernández de la Cruz       | 23  | 1.69   | Santo Domingo                |
| Barahona               | Lucía Magdalena Alvarado Suárez   | 20  | 1.71   | Santo Domingo                |
| Comunidad Dom. En EEUU | Sandra Elisabeth Tavares Ruíz     | 19  | 1.80   | Newark                       |
| Distrito Nacional      | Aimeé Elaine Melo Hernández       | 23  | 1.73   | Santo Domingo                |
| Duarte                 | Paola Saint-Hilaire Arias         | 20  | 1.79   | Santiago de los Caballeros   |
| Espaillat              | Ángela María García Ruíz          | 26  | 1.77   | Moca                         |
| Independencia          | Joany Marleny Sosa Peralta        | 20  | 1.82   | Jimaní                       |
| La Altagracia          | Ana Carolina Viñas Machado        | 22  | 1.84   | Santiago de los Caballeros   |
| La Romana              | Alina Charlin Espinal Luna        | 19  | 1.81   | La Romana                    |
| La Vega                | Catherine Mabel Ramírez Rosario   | 21  | 1.83   | Santiago de los Caballeros   |
| Monte Cristi           | Grace Stephany Mota Grisanty      | 18  | 1.75   | San Fernando de Monte Cristi |
| Peravia                | Mariela Joselin Rosario Jiménez   | 25  | 1.86   | Santo Domingo                |
| Puerto Plata           | Sheila Massiel Castíllo Domínguez | 18  | 1.83   | Altamira                     |
| Salcedo                | Rossemely Cruz Logroño            | 26  | 1.76   | Salcedo                      |
| San Cristóbal          | Daniela Teresa Peguero Brito      | 24  | 1.74   | Santo Domingo                |
| Santiago               | Karina Luisa Betances Cabrera     | 21  | 1.80   | Santiago de los Caballeros   |
| Santo Domingo          | Yisney Lina Lagrange Méndez       | 19  | 1.82   | Pedro Brand                  |
| Valverde               | Fania Miguelina Marte Lozada      | 22  | 1.73   | Santa Cruz de Mao            |

## Trivia
- Miss Peravia y Miss Distrito Nacional entró en el Miss República Dominicana Universo 2006. Miss Distrito Nacional fue semifinalista
- La ganadora, Miss La Altagracia entró en el Miss República Dominicana 2009 donde fue Cuarta Finalista.
- Miss La Vega entraría al Miss República Dominicana 2010.